# 爱情漫画
爱情漫画（英語：romance comics）又稱浪漫漫畫、戀愛漫畫。是一種漫畫類型，它描繪了強烈而親密的浪漫愛情及其伴隨的發生事情，例如嫉妒、婚姻、離婚、背叛和心痛。這個詞通常與在冷戰的中的前三十年（1947年至1977年）出版的美國漫畫中使用。該時期的爱情漫画通常以戲劇性的腳本描寫青少年和年輕人的愛情生活，同時描繪了與出版同時期的美國城市或鄉村。
爱情漫畫的起源是在第二次世界大戰後的幾年，當時漫畫的成人讀者數量增加，超級英雄漫畫不再火爆。在廉價雜誌、廣播肥皂劇、報紙漫畫和成年告白雜誌（confession magazines）的影響下，喬·西蒙和傑克·柯比創作了旗艦愛情漫畫《少年羅曼》（Young Romance） ，並於1947年發行，取得了圓滿成功。到1950年代初，報亭和藥店的架子上都有數十本來自主要漫畫出版商的爱情漫畫。《少年羅曼》和他們的模仿者與早期的青少年幽默漫畫有所不同，他們追求現實主義，使用第一人稱敘事來創造真實感，自成一體的故事中的角色大多二十歲左右，這和它們的目標群體相似。
隨著1954年漫畫準則管理局的《漫畫法》的實施，浪漫漫畫出版商對可能被解釋為有爭議的任何材料進行了自我審查，並選擇以傳統男性為中心家長式的方式講述女性行為、性別角色、愛情、性別和婚姻。在性革命期間，這種類型逐漸衰落並聲名狼藉，當《少年羅曼》及其同伴《少年愛情》（Young Love）分別於1975年和1977年停止出版時，該類型的黃金時代宣告終結。
在21世紀，一些出版商以各種方式對這種類型的漫畫進行了發展，包括以丑角小說為基礎的的浪漫漫畫和以禾林出版公司的小說改寫的黃金時代經典（Golden Age classics）。